# The Wolves Go Hunt Their Prey

The wolves go hunt their prey est le troisième album studio du groupe The Vision Bleak. L'album est publié le 31 août 2007. Il y a une version normale et une version limitée qui inclut un concert de la Prophecy Konzertnacht qui date d'octobre 2006 sur un DVD. En plus, la version limitée inclut un coupon pour commander un t-shirt, ainsi qu'un "patch" du groupe.
La chanson By our brotherhood with Seth fut auparavant publié sur plusieurs disques de compilation, entre autres dans la revue allemande Rock Hard. En plus, les chansons By our brotherhood with Seth et She-Wolf furent auparavant publiés sur un club single.

## Sujets de l'album
En comparaison avec le dernier album Carpathia - A Dramatic Poem, cet album ne raconte pas une histoire conceptuelle et perpétuelle, mais se concentre plutôt sur plusieurs petites légendes ou des mythes. Il s'agit parfois d'histoires vraies, comme l'histoire de Amala et Kamala (la première chanson), mais aussi d'histoires inventées, comme la trilogie autour de Nephren-Ka (les chansons 4 à 6), qui fait partie du mythe de Cthulhu, rédigé par H. P. Lovecraft. On peut donc constater que les sujets par rapport aux loups et loups-garous (chansons 1 et 2), ainsi que des histoires par rapport à la mythologie égyptienne (chansons 4, 5, 6 et 9) sont les points centraux de cet album.

## Liste des chansons
| No | Titre                              | Durée |
| -- | ---------------------------------- | ----- |
| 1. | Amala & Kamala                     | 1:56  |
| 2. | She-wolf                           | 5:13  |
| 3. | The demon of the mire              | 6:42  |
| 4. | Part I: Introduction               | 3:21  |
| 5. | Part II: The shining trapezohedron | 5:10  |
| 6. | Part III: The vault of Nephren-Ka  | 6:02  |
| 7. | The Eldrich Beguilement            | 4:57  |
| 8. | Evil is of old date                | 4:50  |
| 9. | By our brotherhood with Seth       | 5:08  |

## Contenu du disque de l'édition spéciale
1. Drama of the wicked (live)
2. Kutulu! (live)
3. Wolfmoon (live)
4. Carpathia (live)
5. Sister Najade (live)
6. Secrecies in darkness (live)
7. The charm is done (live)
8. The curse of Arabie (live)
9. The lone night rider (live)